# 미해결 사건
미해결 사건(未解決事件, 영어: cold case)는 그 진상이 명확히 밝혀지지 않은 범죄나 사고를 말한다. 다른 말로는 미제 사건(未濟事件)이라고도 한다. 수사기관에서는 수사 개시 후부터 처분이 내려지기 전까지에 있는 모든 사건을 미해결 사건으로 분류한다. 즉, 수사가 개시되고 불과 하루만 지나도 '미해결 사건'이 되는 것이다. 하지만 사회적으로는 수사가 답보 상태에 놓인 채로 오랫동안 해결이 나지 않는 경우를 미해결 사건 혹은 미제 사건이라 부른다. 그리고 시간이 더 지나서 공소시효가 만료되면 영구 미제 사건이라고 부른다. 그러나 이와 반대로 수사기관에서는 공소시효가 만료된 사건을 '공소권 없음'으로 처리하기 때문에 공소시효가 만료된 사건은 오히려 더 이상 미제 사건이라고 불리지 않는다. 즉, 사회적으로 통용되는 의미와 수사기관에서 사용되는 의미가 다른 경우라고 할 수 있다. 
현재 대한민국의 경우는 2015년 8월 1일에 이른바 태완이법 통과되어 살인죄의 공소시효가 폐지되었다. 그렇기에 2000년 8월 1일 이후로 발생한 모든 살인사건은 이제 공소시효가 없기 때문에 이른바 영구 미제 사건이 될 일이 없게 되었다. 다시 말해 살인사건이 발생하고 20년이 지나든 30년이 지나든 잡히기만 하면 검찰이 기소를 할 수 있고 재판을 거쳐 처벌할 수 있다는 뜻이다. 그러나 2000년 7월 31일 이전까지 발생한 살인사건은 그 당시 형사소송법에서 살인죄의 공소시효를 만 15년으로 규정했으므로 2015년 7월 31일자로 모두 시효가 성립되어 영구 미제 사건이 되고말았다. 그러므로 2000년 7월 31일 이전에 발생한 살인사건의 경우는 비록 범인을 밝히는데 성공했다고 하더라도 형사 처벌이 불가능하고, 2000년 8월 1일 밤 00시 이후 발생한 살인사건 부터 형사처벌이 가능하다.

## 미해결 사건 목록

### 대한민국
- 정인숙 피살사건 (1970)
- 춘천 강간살인 조작 사건 (1972)
- 부산 어린이 연쇄살인 사건 (1975)
- 대한항공 007편 격추 사건 (1983)
- 신호수 의문사 사건 (1986)
- 김훈 중위 사건 (1988)
- 이춘재 연쇄 살인 사건
- 개구리 소년 사건 (1991.3.26)
- 이형호 유괴 살해 사건 (1991)
- 치과의사 모녀 살인 사건 (1995)
- 대구 아동 황산테러 사건 (1999)[1]
- 송혜희 실종사건
- 포천 여중생 납치 피살 사건 (2003)
- 수원 노숙소녀 살인 사건 (2007)
- 대구 어린이 납치 살해 사건 (2008)
- 목포 여대생 살인 사건 (2010)

### 해외
- 카스파 하우저 (1833, 독일)
- 화이트채플 연쇄살인사건 (1888~1891, 영국)
- 힌터카이펙 살인사건 (1922, 독일)
- 누가 느릅나무에 벨라를 넣었습니까? (1943, 영국)
- 블랙달리아 사건 (1947, 미국)
- 타맘 슈드 사건 (1948, 오스트레일리아)
- 라이오넬 크랩 실종 사건 (1956, 영국)
- 상자 속 소년 (1957, 미국)
- 보돔호 살인사건 (1960, 핀란드)
- 이스다렌의 여인 (1970, 노르웨이)
- 캐세이퍼시픽 항공 700Z편 (1972, 홍콩)
- 올로프 팔메 암살 사건 (1986, 스웨덴)
- 엘도라도 제인 도 (1991, 미국)
- 이노카시라 공원 토막살인 사건 (1994, 일본)
- 페르시아 공주 (1996, 파키스탄)
- 페터 베르크만 사건 (2009, 아일랜드)

## 같이 보기
- 법과학